# Northwestern Wildcats football
La squadra di football dei Northwestern Wildcats rappresenta la Northwestern University. Gli Wildcats competono nella Football Bowl Subdivision (FBS) della National Collegiate Athletics Association (NCAA) e nella Big Ten Conference. La squadra è allenata da David Braun. Gioca provvisoriamente le sue gare interne al Martin Stadium di Evanston, Illinois, e le sue rivalità principali sono con gli Illinois Fighting Illini, i Notre Dame Fighting Irish e i Michigan Wolverines.
Fondata nel 1851, Northwestern ha iniziato il suo programma nel football 1882. La sua mascotte è il Wildcat (gatto selvaggio), un termine coniato da un giornalista del Chicago Tribune nel 1924, dopo la cronaca di una partita di football in cui i giocatori erano sembrati "un muro di gatti selvaggi viola". Northwestern è stata anche definita "la squadra della Big Ten di Chicago" per la sua prossimità e i legami con la città.
Gli Wildcats hanno vinto o condiviso tre titoli della Big Ten dal 1995 e sono stati eleggibili per i bowl di fine stagione per cinque volte tra il 2015 e il 2020.
Northwestern si classifica costantemente tra i miglior istituti della nazione per percentuale di laureati tra i membri della squadra di football, avendo ricevuto l'Academic Achievement Award dalla American Football Coaches Association per quattro volte dal 2002.

## Affiliazioni alle conference
- Independente (1882–1895)
- Big Ten Conference (1896–presente)
  - Western Conference (1896–1952)
  - Big Ten Conference (1953–presente)

## Membri della College Football Hall of Fame
| Giocatore                                  | Ruolo                                      | Anni a NU | Intr. |
| Otto Graham                                | QB                                         | 1941–43   | 1956  |
| Alex Agase                                 | Coach                                      | 1964–72   | 1963  |
| Lynn Waldorf                               | Coach                                      | 1935–46   | 1966  |
| Jimmy Johnson                              | QB                                         | 1904–05   | 1969  |
| Paddy Driscoll                             | HB                                         | 1915–16   | 1974  |
| Charlie Bachman                            | Coach                                      | 1919      | 1978  |
| Pug Rentner                                | HB                                         | 1930–32   | 1979  |
| Ara Parseghian                             | Coach                                      | 1956–63   | 1980  |
| Ralph Baker                                | End                                        | 1924–26   | 1981  |
| Steve Reid                                 | G                                          | 1934–36   | 1985  |
| Jack Riley                                 | T                                          | 1929–31   | 1988  |
| Edgar Manske                               | End                                        | 1931–33   | 1989  |
| Ron Burton                                 | HB                                         | 1957–59   | 1990  |
| Alex Sarkisian                             | C                                          | 1946–48   | 1998  |
| Pat Fitzgerald                             | LB                                         | 1993–96   | 2008  |
| Membri della College Football Hall of Fame | Membri della College Football Hall of Fame | 15        | 15    |